# NGC 3390
NGC 3390 (również PGC 32271) – galaktyka spiralna (Sb), znajdująca się w gwiazdozbiorze Hydry. Odkrył ją John Herschel 29 kwietnia 1834 roku. Jest to galaktyka z aktywnym jądrem typu LINER.